# كرستن غرانلند
كرستن غرانلند (بالسويدية: Kerstin Granlund)‏ هي مغنية وممثلة سويدية، ولدت في 17 يونيو 1951 في فريمستاد Främmestad ‏ في السويد.

## وصلات خارجية
- كرستن غرانلند على موقع IMDb (الإنجليزية)
- كرستن غرانلند على موقع ميوزك برينز (الإنجليزية)
- كرستن غرانلند على موقع قاعدة بيانات الأفلام السويدية (السويدية)
- كرستن غرانلند على موقع ديسكوغز (الإنجليزية)
- كرستن غرانلند على موقع قاعدة بيانات الفيلم (الإنجليزية)